# Теплов, Вячеслав Иванович
Вячеслав Иванович Теплов (26 декабря 1960, Горький — 15 июля 2015, Вологда) — советский и российский актёр театра и кино, заслуженный артист России (2005).

## Биография
Родился в городе Горьком. Будучи в школе, занимался в Горьковском детском театре «Юность» (наставник Евгений Васильевич Соколов). После девятого класса поступил на кукольное отделение в Горьковское театральное училище, но через год уехал в Ярославль, где окончил Ярославское театральное училище (актёрский курс народного артиста СССР Фирса Ефимовича Шишигина).
С 1982 года был актёром Вологодского театра юного зрителя. За 33 года сыграл более ста ролей в театре.
Снимался в кино. Играл в таких фильмах и сериалах как «Новая жизнь сыщика Гурова. Продолжение», «Савва», «Две судьбы-4. Новая жизнь», «Закон и порядок: Отдел оперативных расследований», «Королевство кривых», «Конвой PQ-17», «Железный занавес», «Черная акула», «Моонзунд».
Скоропостижно скончался 23 июля 2015 года.

## Награды и премии
- Лауреат профессиональной конкурсной премии им. Марины Щуко Вологодского отделения Союза театральных деятелей РФ «За лучшую мужскую роль второго плана» за роль Бен Гана в спектакле «Остров сокровищ» (1999).
- Заслуженный артист России (2005).
- Диплом лауреата I-го Вологодского театрального фестиваля «Итоги 2014» за роль Мелкого в спектакле «В открытом море». Эта роль стала последней для актёра[2].

## Работы в театре
- «Свободная тема» Александр Чхаидзе — Тамаз
- «Том Сойер» Марк Твен — Той Сойер
- «Свидание в предместье» Александр Вампилов — Васенька
- «Ящерица» А. Володин — Похититель
- «Приключения Буратино в стране дураков» Шапиро — Лиса Алиса
- «Забыть, Герострата» Горин — Герострат
- «Гамлет» Шекспир — Розенкранц
- «Лес» Островский — Аркашка Счастливцев
- «Пётр Первый» Толстой — Алексей
- «Чайка» Чехов — Сорин
- «Комедия ошибок» Шекспир — Дромио
- «Вкус мёда» Дилени — Джеф
- «Маугли» Киплинг — Табаки
- «Король Лир» Шекспир — Эдгар
- «Ромео и Джульетта» Шекспир — Тибальт
- «Забавный случай» Гольдони — Де Лакотри
- «Ревизор» Гоголь — Хлестаков
- «Кармен» Мериме — Поручик
- «Поминальная молитва» Горин — Менахем-Мендл
- «Остров сокровищ» Стивенсон — Бен Ган, Дик
- «Девушка, которая вышла замуж за индюка» — Харальд
- «Три сестры» А.П. Чехов — Солёный
- «Лебединая песня» А.П. Чехов — Никита Иванович, суфлёр
- «В списках не значится» Б. Васильев — Прижнюк
- «Очень простая история любви» М. Ладо — Хозяин
- «Мотылёк» П. Гладилин — Капитан Башаем
- «Честный плут» К. Гольдони — Труфальдино
- «День победы среди войны» И. Гаручава, П. Хотяновский — Альт
- «Божьи коровки возвращаются на землю» В. Сигарев — Кулек
- «Д’Артаньян» М. Бартенев — Кардинал
- «Отцы и дети» И. Тургенев — Василий Иванович
- «Свои люди - сочтёмся!» А. Островский — Сысой Псоич Рисположенский
- «Бег» Булгакова — Парамон Корзухин
- «Вишнёвый сад» А. Чехов — Гаев Леонид Андреевич
- «Панночка» Н. Садур — Явтух, старший казак
- «Дорога» В. Балясный — Автор
- «Приключения капитана Врунгеля» В. Ладов — Банкир Крауф
- «Вечно живые» В. Розов — Кузьмин
- «...Забыть Герострата!» Гр. Горин, постановка 2010 г. — Крисипп, ростовщик
- «Королевская корова» Л. Титова, А.Староторжский — Король
- «Алые паруса» М. Бартенев, А.Усачёв по произведениям Александра Грина — Рыбак, Матрос
- «Новогодние приключения Буратино и его друзей» Б. Гранатов — Карабас Барабас
- «Недоросль» Ю. Ким, Л. Эйдлин по пьесе Д. Фонвизина — Стародум
- «Пиргорой Винни-Пуха» Б. Заходер — Иа-Иа
- «Комедия ошибок» У. Шекспир — Герцог города Эфеса; Анжело, ювелир
- «Ромул Великий» Ф. Дюрренматт — Цезарь Рупф
- «В открытом море» С. Мрожек — Мелкий

## Фильмография
1. 1987 — Моонзунд — эпизод (в титрах Александр Теплов)
2. 1990 — Затерянный в Сибири — следователь
3. 1993 — Чёрная акула — эпизод
4. 1994 — Железный занавес — эпизод
5. 2004 — Конвой PQ-17 — старпом «Урала»
6. 2005 — Королевство кривых… — чёрный человек
7. 2007 — Закон и порядок. Отдел оперативных расследований 2 (фильм 23-й «Облава») — эпизод
8. 2008 — Две судьбы. Новая жизнь — эпизод
9. 2008 — Савва — эпизод
10. 2010 — Новая жизнь сыщика Гурова. Продолжение — Иван Кузьмич